# Leszek Juchniewicz
Leszek Zenobiusz Juchniewicz (ur. 22 lutego 1954 w Warszawie) – polski ekonomista, menedżer i urzędnik państwowy, doktor nauk ekonomicznych, podsekretarz stanu w Ministerstwie Przekształceń Własnościowych (1994–1996) i Ministerstwie Skarbu Państwa (1996–1997), w latach 1997–2007 prezes Urzędu Regulacji Energetyki, a 2024-2025 prezes PEJ.

## Życiorys
W 1979 ukończył studia o specjalności informatyka i cybernetyka ekonomiczna na Wydziale Nauk Ekonomicznych Uniwersytetu Warszawskiego, kształcił się podyplomowo na Wydziale Elektrycznym Politechniki Warszawskiej (1998). W 1988 obronił doktorat z zakresu nauk ekonomicznych, specjalizował się w bankowości komercyjnej i makroekonomii. Od 1979 do 2011 pracował jako wykładowca na macierzystym wydziale w ramach Katedry Polityki Gospodarczej i Planowania oraz Katedry Finansów i Bankowości. Autor kilkudziesięciu publikacji naukowych i kilku książek dotyczących m.in. polityki gospodarczej i energetycznej.
Pracował w bankowości, był m.in. prezesem Banku Spółdzielczego Rzemiosła, a także współtwórcą i wiceprezesem Polskiego Banku Inwestycyjnego. Został też członkiem rady nadzorczej Petrochemii Płock (1995–1997) i prezesem rady Giełdy Papierów Wartościowych (1996–1998). Od 11 lutego 1994 do 30 września 1996 pełnił funkcję podsekretarza stanu w Ministerstwie Przekształceń Własnościowych, a od 8 października 1996 do 28 lutego 1997 w Ministerstwie Skarbu Państwa (odpowiadał m.in. za prywatyzację, restrukturyzację, pomoc publiczną i analizy ekonomiczne). W okresie od 23 czerwca 1997 do 1 sierpnia 2007 zajmował stanowisko prezesa Urzędu Regulacji Energetyki. Później powrócił do sektora prywatnego, od 2007 do 2012 zarządzał holdingiem Mostostal Zabrze, został także doradcą prezesa Pracodawców RP. W lutym 2024 został p.o. prezesa PEJ, w lipcu 2024 prezesem PEJ, a w marcu 2025 został odwołany z tego stanowiska.